# مجموعة (جيولوجيا)

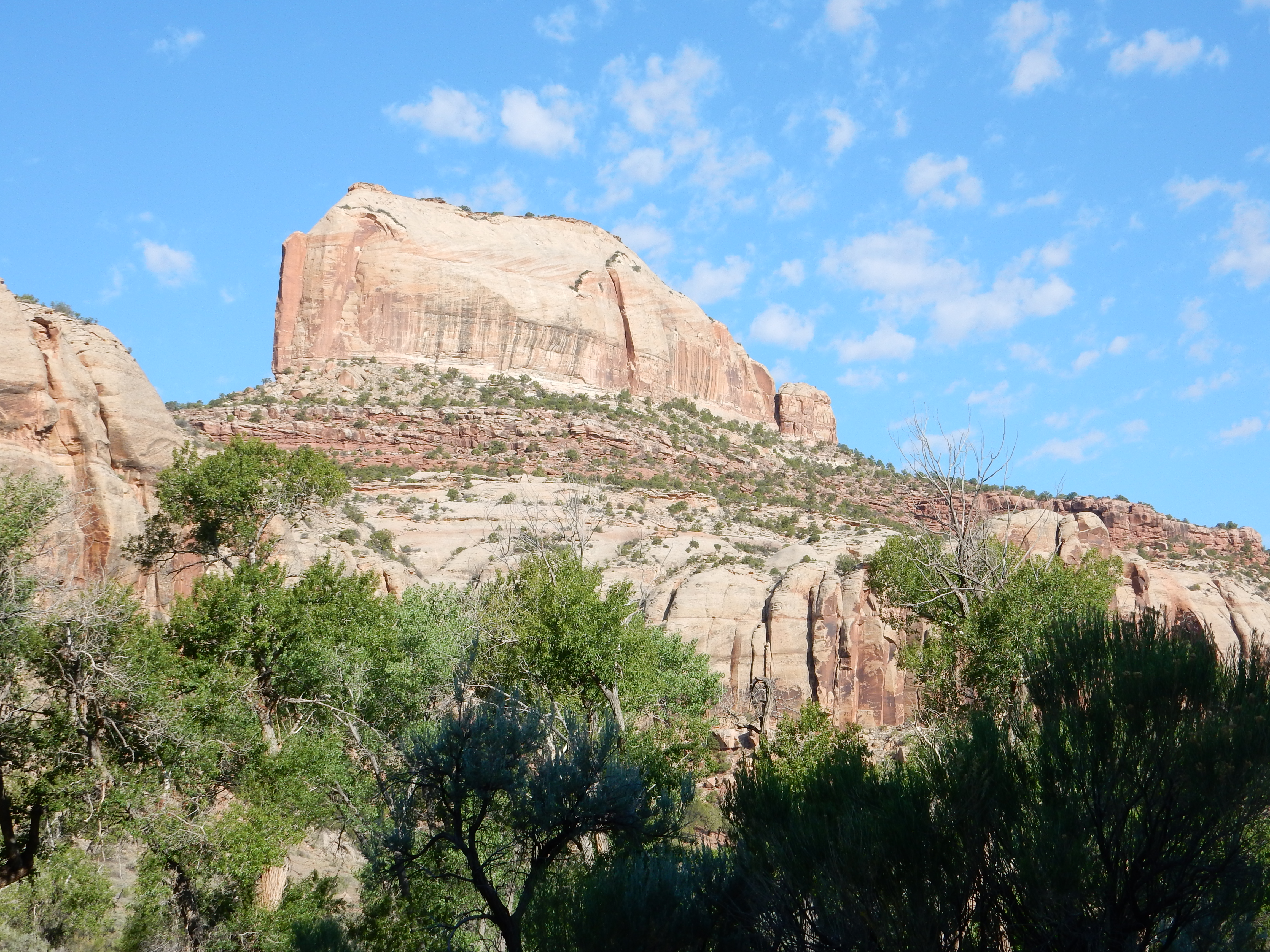

المجموعة في علم وصف طبقات الأرض هي وحدة من دراسة الطبقات الصخرية، وهي جزء من السجل الجيولوجي تتكون من طبقات أرضية محددة. تنقسم المجموعات عالبًا إلى تكوينات أو إلى مجموعات فرعية التي لها أ، تنقسم أيضًا إلى مجموعات أصغر.